# Villanueva del Ariscal
Villanueva del Ariscal ist eine Gemeinde in der Provinz Sevilla in Spanien mit 6.938 Einwohnern (Stand: 2024). Sie liegt in der Comarca El Aljarafe in Andalusien. 

## Geografie
Die Gemeinde Villanueva del Ariscal befindet sich zwischen Olivares (im Norden) und Espartinas (im Süden). Außerdem grenzt es im Westen an Sanlúcar la Mayor.

## Geschichte
Eine römische Villa und später ein arabisches Bauernhaus sind in der Gegend überliefert. Bei der Aufteilung von Sevilla wurde der Ort 1253 an den Santiagoorden in der Person seines Meisters Pelay Correa übergeben. Ab dem Ende des 14. Jahrhunderts war es das Verwaltungs- und Gerichtszentrum der zum Santiagoorden gehörenden Städte und Orte in der Aljarafe. 1831 hörte der Ort auf, das Hauptort des Santiagoordens zu sein und ging in die gewöhnliche zivile und kirchliche Gerichtsbarkeit über.

## Sehenswürdigkeiten

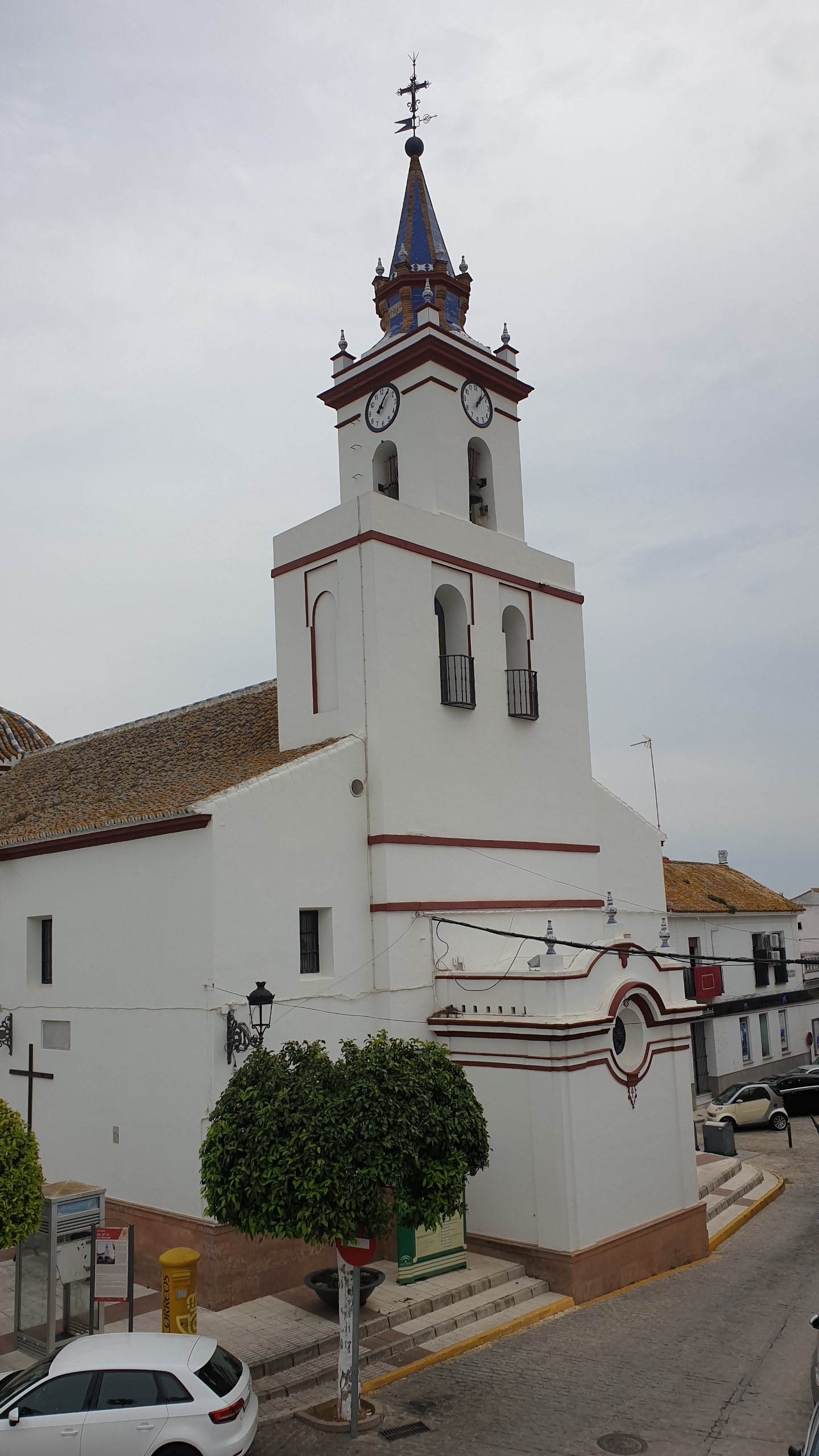
Kirche Santa María de las Nieves

- Kirche Santa María de las Nieves